# 桃花镇 (舟山市)
桃花镇是中华人民共和国浙江省舟山市普陀区下辖的一个镇。主要包括桃花岛及周围属岛，其中桃花岛是省级风景旅游区，并因武侠小说作家金庸在其作品《射鵰英雄傳》、《神鵰俠侶》中的大量描写而为许多华人所熟知。该地区近来大量利用小说的影响提升知名度。

## 行政区划
桃花镇下辖以下村级行政区划单位：
公前社区、鹁鸪门村、后沙头村、公前村、盐厂村、茅山村、稻蓬村、客浦村、连治山村、沙岙村、大石头村、塔湾村和对峙村。